# ГалоПолимер Кирово-Чепецк
ООО «ГалоПолимер Кирово-Чепецк» (ранее «Завод полимеров КЧХК») — российское химическое предприятие, специализирующееся на выпуске фторполимеров. С 2008 года входит в холдинг «ГалоПолимер», которому принадлежит 100 % акций предприятия. Расположено в городе Кирово-Чепецке Кировской области. Крупнейший в России производитель фторопластов (70 % рынка), единственный производитель специальных марок фторкаучуков, фторопластовых суспензий, фторированных жидкостей и смазок.

## История
В 2003 году из состава ОАО «КЧХК» был выделен входивший в его структуру завод полимеров, с образованием дочернего ООО «Завод полимеров КЧХК». В 2004 году на открытом аукционе РФФИ компания, контролируемая Д. А. Мазепиным, приобрела основной пакет акций ОАО «КЧХК». В 2008 году для объединения активов Д. А. Мазепина по производству фторполимеров, хладонов и продуктов неорганической химии был создан холдинг «ГалоПолимер». В 2010—2011 годах в ходе ребрендинга предприятие получило современное название.

## Продукция
Предприятие выпускает различные виды химической продукции: фторопласты, фторкаучуки, хладоны и их смеси, мономеры, кислородосодержащие фторированные соединения, фторированные газы, смазки и жидкости, хлорорганические соединения, кислоты, щёлочи и их соединения, газы, изделия из фторопластов, гранулированный хлористый кальций, гидрооксид калия, лыжные смазки и др.